# Novîi Hai, Ceaplînka
Novîi Hai (în ucraineană Новий Гай) este un sat în comuna Cervona Poleana din raionul Ceaplînka, regiunea Herson, Ucraina.

## Demografie
Componența lingvistică a localității Novîi Hai
     Ucraineană (91,91%)
     Rusă (8,09%)
Conform recensământului din 2001, majoritatea populației localității Novîi Hai era vorbitoare de ucraineană (91,91%), existând în minoritate și vorbitori de rusă (8,09%).